# Mezinárodní filmový festival v Moskvě

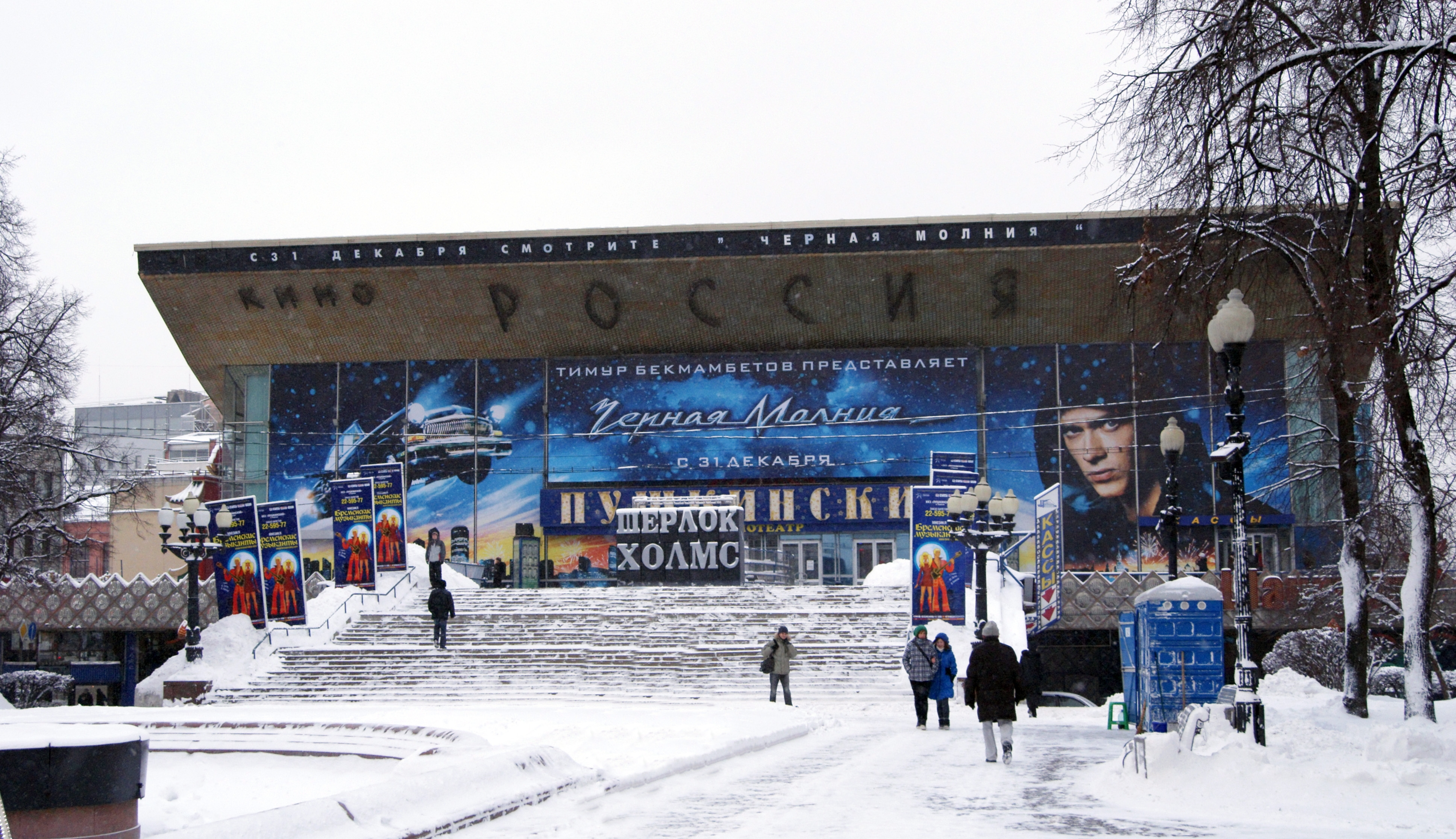
Kino na Puškinově náměstí v prosinci 2009

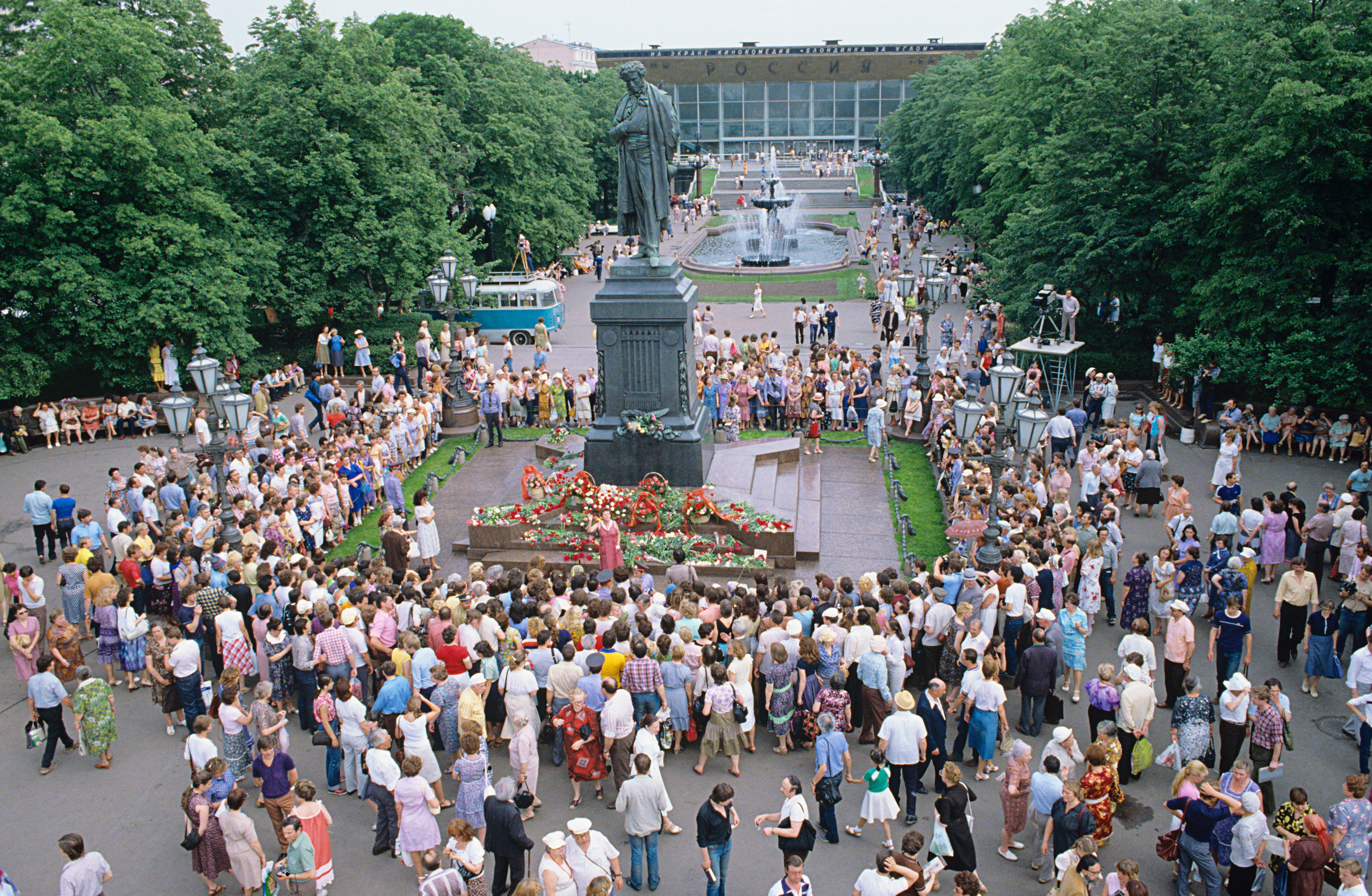
Puškinovo náměstí se známým Puškinovým pomníkem a kinem Rossija v roce 1984

Mezinárodní filmový festival v Moskvě (rusky Московский международный кинофестиваль, Moskovskij meždunarodnyj kinofestival; zkráceně MIFF), je filmový festival, který se poprvé konal v Moskvě v roce 1935 a pravidelně je pořádán od roku 1959. Konal se vždy každý druhý rok v červenci, střídavě s Mezinárodním filmovým festivalem v Karlových Varech. Každoročně se pak koná od roku 1995. 